# Center (Outagamie)
Center es un pueblo ubicado en el condado de Outagamie en el estado estadounidense de Wisconsin. En el Censo de 2010 tenía una población de 3.402 habitantes y una densidad poblacional de 37,64 personas por km².

## Geografía
Center se encuentra ubicado en las coordenadas 44°22′34″N 88°26′25″O / 44.37611, -88.44028. Según la Oficina del Censo de los Estados Unidos, Center tiene una superficie total de 90.38 km², de la cual 90.32 km² corresponden a tierra firme y (0.07%) 0.06 km² es agua.

## Demografía
Según el censo de 2010, había 3.402 personas residiendo en Center. La densidad de población era de 37,64 hab./km². De los 3.402 habitantes, Center estaba compuesto por el 98.56% blancos, el 0.15% eran afroamericanos, el 0.32% eran amerindios, el 0.24% eran asiáticos, el 0% eran isleños del Pacífico, el 0.18% eran de otras razas y el 0.56% pertenecían a dos o más razas. Del total de la población el 0.68% eran hispanos o latinos de cualquier raza.